# بوبي كينيدي
بوبي كينيدي (بالإنجليزية: Bobby Kennedy)‏ (23 يونيو 1937 المملكة المتحدة - 11 يناير 2025) هو لاعب كرة قدم بريطاني.

## روابط خارجية
- بوبي كينيدي على موقع قاعدة بيانات كرة القدم.إي يو (الإنجليزية)
- بوبي كينيدي على موقع Soccerbase.com (مدرب) (الإنجليزية)